# Jacques Rigaud (artiste)
Pour les articles homonymes, voir Jacques Rigaud et Rigaud.
Jacques Rigaud  est un dessinateur et graveur français, né à Puyloubier (Bouches-du-Rhône) le 1er mai 1680 et mort à Paris le 10 août 1754.

## Biographie
Jacques Rigaud est le fils d'un apothicaire, Étienne Rigaud. Il a été souvent confondu avec son neveu et élève Jean-Baptiste Rigaud avec qui il collabora pour Les Maisons Royales.
Jacques Rigaud est formé en Provence. Il s'installe à Paris probablement avant 1724[réf. nécessaire]. D'abord édité par Gaspard du Change, Jacques Rigaud s'installe à son compte comme éditeur et marchand d'estampes. Il tient boutique rue Saint-Jacques. 
Le stock de Jacques Rigaud est précisément connu grâce à plusieurs pièces d'archives : la dot qu'il octroie en 1751 à son neveu Jacques-Baptiste et son testament de 1753, également en faveur de son neveu. 
Entre 1733 et 1736, il effectue un voyage en Angleterre, où il dessine les maisons royales de Londres, qu'il éditera ensuite en estampe. 
Au cours de sa carrière, Jacques Rigaud a principalement édité des vues gravées d'après ses dessins. Elles figurent les châteaux royaux et princiers, des marines et des scènes de fêtes. Sa réalisation la plus célèbre est Les maisons Royales, un ensemble de plusieurs séries figurant des châteaux et jardins, rassemblant plus d'une centaine d'estampes. 
Il est également l'auteur de quatre gravures sur le thème de la Peste de Marseille, arrivée en 1720.

## Œuvres dans les collections publiques

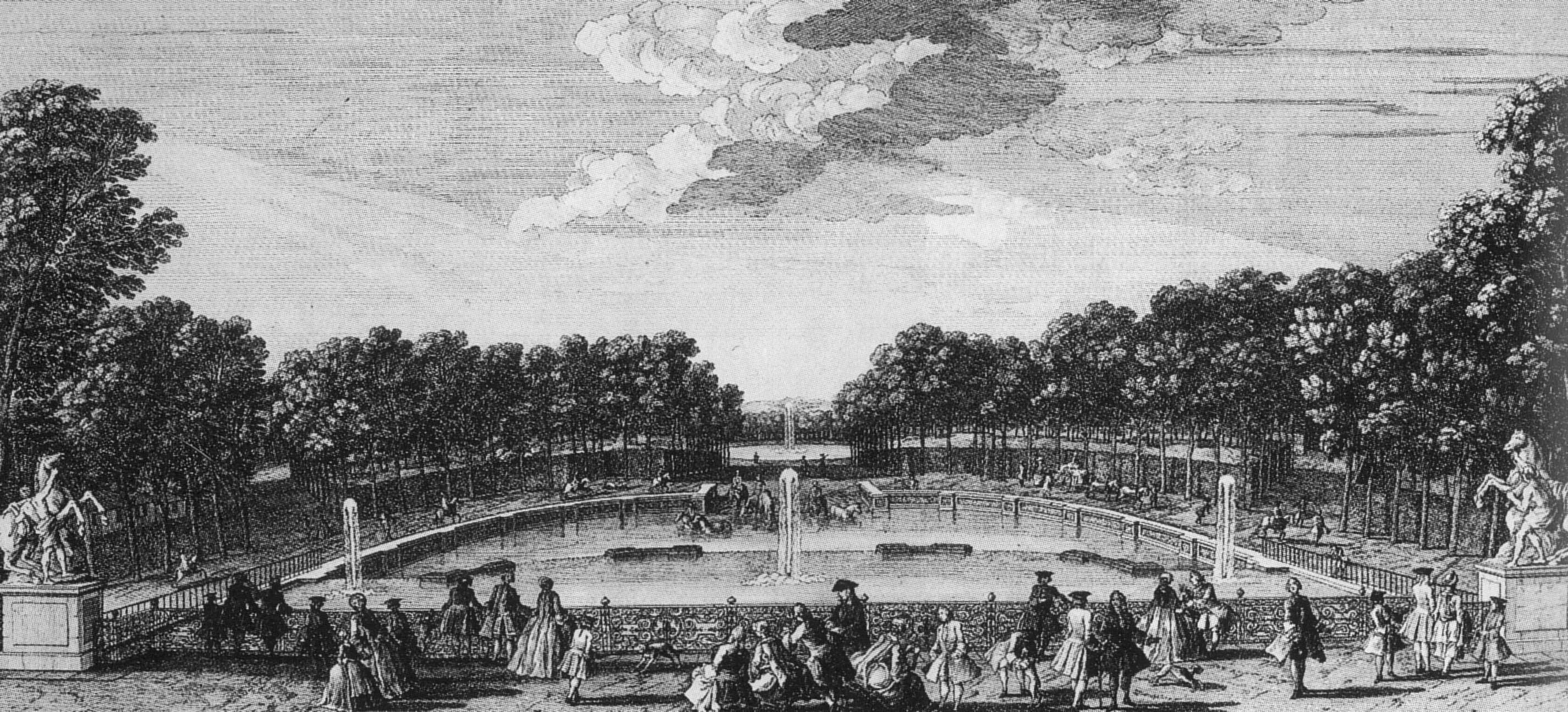
Vue de l'Abreuvoir de Marly, gravure.

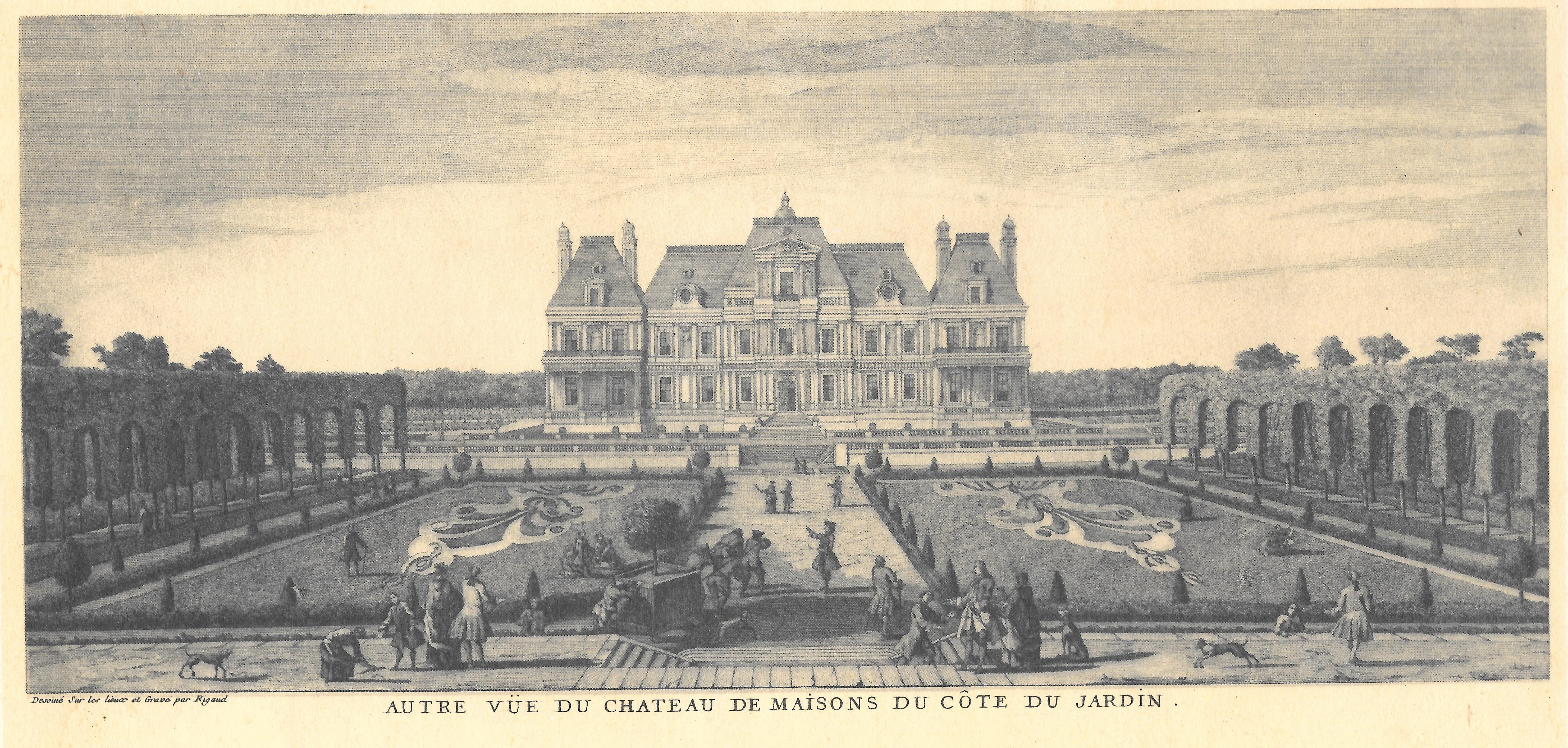
Vue du jardin du château.

Les dessins et estampes de Jacques Rigaud sont très présents dans les collections des musées français ou étrangers.
- Marly-le-Roi, Musée du domaine royal de Marly : Vue de l'Abreuvoir de Marly, dessin.
- Saint-Cloud, musée des Avelines.
- Paris, Bibliothèque nationale de France, département des estampes et de la photographie.
- Paris, Musée Carnavalet
- New-York, Metropolitan Museum
- Meudon, Musée d'art et d'histoire

## Expositions
- 2007, Jacques Rigaud, du dessin à l’estampe, musée-promenade de Marly-le-Roi.